# Raymore (Canada)
Raymore is een plaats (town) in de Canadese provincie Saskatchewan en telt 625 inwoners (2001).